# Pergamonski oltar
Pergamonski oltar je veličastna zgradba iz obdobja vladavine grškega kralja Evmena II. v prvi polovici 2. stoletja pred našim štetjem na eni od teras akropole antičnega grškega mesta Pergamon v Mali Aziji, danes blizu sodobnega mesta Bergama v Turčiji.
Struktura je široka 35,64 metra in globoka 33,4 metra; samo stopnišče spredaj je široko skoraj 20 metrov. Podstavek je okrašen s frizom v visokem reliefu, ki prikazuje bitko med Giganti in olimpskimi bogovi, znana kot gigantomahija. Na stenah notranjega dvorišča je drugi, manjši in slabše ohranjen friz v visokem reliefu, ki obdaja dejanski žrtveni oltar na zgornji ravni zgradbe na vrhu stopnišča. Zaporedno so prikazani dogodki iz življenja Telefa, legendarnega ustanovitelja mesta Pergamon in sina junaka Herakleja in Avge, ene od hčera tegejskega kralja Aleja.
Leta 1878 je nemški inženir in arheolog Carl Humann začel uradna izkopavanja na akropoli v Pergamonu, ki so trajala do leta 1886. Izkopavanja so bila namenjena reševanju oltarnih frizov in izkopu temeljev zgradbe. Pozneje so se pokazale še druge antične strukture na akropoli. Po pogajanjih s turško vlado (ki je sodelovala pri izkopu) je bilo dogovorjeno, da bodo vsi deli friza, ki so bili takrat najdeni, postali last berlinskih muzejev.
V Berlinu so italijanski restavratorji ponovno sestavili plošče, ki so sestavljale friz, iz tisočev odkritih fragmentov. Da bi prikazali rezultat in ustvarili kontekst, je bil leta 1901 postavljen nov muzej na berlinskem Muzejskem otoku. Ker se je pokazalo, da je ta prvi Pergamonski muzej neustrezen in strukturno pomanjkljiv, je bil leta 1909 porušen in zamenjan z veliko večjim muzejem, ki je bil odprt leta 1930. Ta novi muzej na otoku je še vedno odprt za javnost. Kljub temu da je bilo v novem muzeju več drugih zbirk (npr. znana rekonstrukcija Ištarinih vrat v starodavnem Babilonu), so se prebivalci mesta odločili, da ga imenujejo Pergamonski muzej po frizih in rekonstrukciji zahodne fasade oltarja. Pergamonski oltar je danes najpomembnejši in najbolj bolj znan v berlinski zbirki klasičnih starin, ki je na ogled v Pergamonskem in Starem muzeju, oba sta na berlinskem Muzejskem otoku.
Objavljeno je bilo, da bo 29. septembra 2014 pergamonska razstava zaprta za 5 let zaradi popolne predelave razstavne dvorane, med drugim tudi gradnje novega steklenega stropa in novega sistema klimatskega nadzora. Razstava naj bi bila ponovno odprta konec leta 2019 ali v začetku leta 2020.

## Oltar v antiki

### Zgodovinsko ozadje
Pergamonsko kraljestvo, ki ga je ustanovil Filetajros v začetku 3. stoletja pred našim štetjem, je bilo sprva del helenističnega Selevkidskega cesarstva. Atal I., naslednik in nečak Evmena I., je bil prvi, ki je dosegel popolno neodvisnost in se po zmagi nad Galačani leta 228 pr. n. št. razglasil za kralja. Ta zmaga je kralju Pergamona zagotovila moč, ki jo je nato poskušal utrditi. Z osvajanjem v Mali Aziji na račun oslabljenih Selevkidov je lahko na kratko povečal svoje kraljestvo. Selevkidski napadi pod Antiohom III. so dosegli vrata Pergamona, kar pa ni moglo ustaviti njegove neodvisnosti. Ker so na vzhodu postali Selevkidi močnejši, je Atal svojo pozornost usmeril proti zahodu, v Grčijo, in je zasedel skoraj celo Evbojo. Njegov sin Evmen II. je še dodatno omejeval vpliv Galačanov in vladal skupaj z bratom Atalom II., ki ga je nasledil. Leta 188 pr. n. št. je Evmenu II. uspelo skleniti pogodbo v Apameji kot rimskemu zavezniku in tako zmanjšati vpliv Selevkidov v Mali Aziji. Atalidi so bili torej nastajajoča moč, ki so želeli pokazati svoj pomen zunanjemu svetu z gradnjo veličastnih zgradb.

### Financiranje, datiranje in vloga oltarja
Tako kot pri večini mladih dinastij so Atalidi poskušali utrditi svojo zakonitost z donacijami in veličastnimi gradbenimi projekti. Ustrezen oltar je torej imel tudi politično razsežnost.
Do druge polovice 20. stoletja so nekateri strokovnjaki domnevali, da je oltar leta 184 pr. n. št. financiral Evmen II. po zmagi nad galatijskim tolistogejskim plemenom in njegovim voditeljem Ortiagonom.  V tem času se je razpravljalo o kasnejših datacijah, ki se nanašajo na oltar glede na arheološke najdbe in zgodovinske dogodke. Ni nujno, da je bil oltar povezan s posebnimi vojaškimi dogodki, kot je rimska zmaga nad Antiohom III. leta 184 pr. n. št. v zavezništvu z Evmenom II. ali njegovo zmago nad Galačani leta 166 pr. n. št. Po preiskavi oltarne zgradbe in frizov je bilo ugotovljeno, da ni bila zasnovana kot spomenik določeni zmagi. Oblikovanje spomenikov v spomin na zmage Pergamona je znano iz literature in ostankov spomenikov. Najbolj znane so rimske kopije bronastih kipov Veliki Galačan, predstavitve poraženih Keltov po zmagi Atala I. nad Tolistogejci ali reliefi, ki prikazujejo uplenjeno orožje iz dvoran svetišča pergamonske Atene, ki ga je Evmen II. posvetil boginji, ko je zmagal nad Selevkidi in njihovimi zavezniki leta 184 pr. n. št.
Friz z gigantomahijo na zunanjih stenah se v veliki meri izogiba kakršnemu koli neposrednemu sklicevanju na sodobne vojaške akcije – razen zvezde Makedonije na okroglem ščitu enega od Gigantov na vzhodnem frizu ali keltskega podolgovatega ščit v roki boga na severnem frizu. Boj olimpskih bogov, ki ga podpira Heraklej, astrološka božanstva, ki urejajo dneve in uro ter izvirajo iz starodavne dirke Titanov, personifikacije sil vojne in usode, morskih bitij in Dioniza z njegovimi privrženci se zdijo precej bolj kozmološki dogodek splošnega etičnega pomena. Morda ga je mogoče razlagati v smislu stoicizma in gotovo ni zasnovano brez političnih premislekov, kot je bilo pri vseh umetniških metaforah, ki prikazujejo boj med dobrim in pravičnim načelom – olimpskimi bogovi in njihovimi pomočniki – in zlom – kaotične sile narave v obliki zemeljskih Gigantov. Skromni ostanki posvetitvenega napisa prav tako kažejo, da je bil oltar posvečen bogovom zaradi njihovih uslug. Božanska naslovnika so lahko zlasti Zevs, oče bogov, in njegova hči Atena, saj se pojavljata na vidnih delih gigantomahijskega friza. Pomembno merilo datacije je tudi vključitev oltarja z vidika urbanističnega načrtovanja. Kot najpomembnejša marmorna stavba helenistične rezidence, dejansko postavljena na vidnem položaju gotovo ni nastala šele po koncu številnih pobud za nadgradnjo pergamonske akropole pod Evmenom II.
Dogodki zadnjega leta vladavine Evmena II., naraščajoče odklanjanje od Rimljanov in zmage nad Galačani leta 166 pr. n. št. pri Sardah se kažejo na dveh frizih oltarja le kot špekulacije, ki ne zagotavljajo zadostnih temeljev za pozno datiranje oltarja.  Notranji Telefov friz se nanaša na legendarno življenje Heraklejevega sina Telefa in naj bi v primerjavi z Rimljani pokazal večvrednost Pergamona. Tako kot je ustanovitelja Rima, Romula, tradicionalno negovala samo volkulja, je Telef, ki ga Atalidi zaznavajo kot svojega prednika, prikazan v frizu, ki ga je negovala levinja. Ocenjuje se, da je bil friz izdelan med 170 pr. n. št. in vsaj do smrti Evmena II. (159 pr. n. št.).
Bernard Andreae je postavil eno zadnjih datacij oltarja.  Po njegovih ugotovitvah je bil oltar postavljen med letoma 166 in 156 pr. n. št. kot splošni zmagovalni spomenik, ki je spominjal na zmage Pergamona, zlasti Evmena II., nad Makedonci, Galačani in Selevkidi, ter ga je zasnoval Firomah, sedmi in zadnji od največjih grških kiparjev (Miron, Fidija, Poliklet, Skopas, Praksitel in Lizip). V temeljih oltarja je bila najdena lončenina, ki bi lahko datirala v 172/171 pr. n. št.; zgradbo je zato treba postaviti pozneje. Ker so leta 166 pred našim štetjem porabili veliko denarja za vojskovanje, je verjetno, da oltarja niso začeli graditi šele takrat.
V nasprotju s splošnim prepričanjem Pergamonski oltar ni tempelj, temveč verjetno oltar templja, čeprav so bili oltarji na splošno na prostem pred templji. Domneva se, da je bil Atenin tempelj, ki je na terasi akropole nad njim, morda njegova kultna glavna točka, oltar pa je lahko bil izključno  kraj žrtvovanja. To teorijo podpirajo številni podstavki kipov in posvetitveni napisi, najdeni v bližini oltarja, katerih donatorji so imenovali Ateno. Druga možnost je, da sta bila čaščena oba, Zevs in Atena. Oltar bi lahko imel tudi neodvisno vlogo. V nasprotju s templjem, ki je vedno imel oltar, oltar ni nujno imel templja. Oltarji so bili lahko na primer precej majhni in postavljeni v hiše ali so bili manj pogosto ogromni kot na primer Pergamonski oltar.  Nekaj ostankov napisa ne daje dovolj podatkov, da bi ugotovili, kateremu bogu je bil oltar posvečen.
Do zdaj nobena od teh teorij ni bila splošno sprejeta. Dolgoletni vodja izkopavanj v Pergamonu je  sklenil:
Za to najbolj znano umetniško mojstrovino Pergamona ni nobena raziskava nesporna, niti graditelj, niti datum, niti razlog, niti namen gradnje. Wolfgang Radt 
Negotova je tudi narava tamkajšnjih žrtev. Sodeč po ostankih dejanskega, sorazmerno majhnega žrtvenika v veliki oltarski zgradbi, se lahko vsaj ugotovi, da je njegova oblika podobna podkvi. Očitno je bil oltar z dvema štrlečima stranicama in enim ali več stopnišči spredaj. Mogoče so tukaj žrtvovali živali. Mogoče so oltar uporabljali le za libacijo – daritev žrtev v obliki kadila, vina in sadja . Verjetno je bilo dovoljen dostop do žrtvenika le duhovnikom, članom kraljevega gospodinjstva in slavnim tujim gostom.
Že Atal I. je začel preoblikovati akropolo Pergamona. Sčasoma so prvotne strukture razširili še z Dionizovim templjem, gledališčem po imenu Dioniza, heroonom, zgornjo agoro mesta in velikim Pergamonskim oltarjem. Bilo je tudi nekaj palač in knjižnica v svetišču Atene.

### Oltar do konca antike
Najverjetneje v 2. stoletju je rimski Lucij Ampelij zapisal v svoji liber memorialis, v VIII. poglavju (Miracula Mundi): "V Pergamu je velik marmornat oltar, visok 12 metrov, s kolosalnimi skulpturami. Prikazuje tudi gigantomahijo."
Poleg komentarja Pavzanija Atenskega , ki primerja žrtvovanje v Olimpiji s tistim v Pergamonu, je to edina pisna omemba oltarja v vsej antiki. To je toliko bolj presenetljivo, ker so antični pisci sicer veliko pisali o takih umetniških delih in Ampelij je navsezadnje oltar štel za eno izmed čudes sveta. Odsotnost pisnih virov iz antike o oltarju je povzročila številne razlage. Ena od možnosti je, da Rimljani niso upoštevali tega helenističnega oltarja kot pomembnega, saj ni izhajal iz klasične grške dobe, še posebej atiške umetnosti. Samo ta umetnost in kasnejše sklicevanje na te vrednote sta se štela za pomembna in vredna omembe. To stališče so še posebej zaznali nemški raziskovalci, ki so se začeli v 18. stoletju, še posebej ko je postalo znano delo Johanna Joachima Winckelmanna. Edini grafični prikazi oltarja so na kovancih rimskega cesarstva, na katerih je oltar v stilizirani obliki.
Ko sta bili v 20. stoletju ponovno ocenjeni zaznava in razlaga starin, ki se razlikujeta od "klasičnih" obdobij, je nesporno, da je velikanski Pergamonski oltar eno najpomembnejših del, če ne vrhunec helenistične umetnosti. Laokoontova skupina v Vatikanskih muzejih, ena od le nekaj skulptur, ki jih danes obravnavajo kot posebej lep primer antične umetnosti in je bila že v antiki razglašena za "mojstrovino, ki presega vsa druga dela slikarstva in kiparstva" , lahko temelji na izvirniku, ki je prav tako prišel iz pergamonske delavnice in je bila narejena približno v istem času kot oltar . Omeniti je treba, da nasprotnik boginje Atene na strani Gigantov, Alkionej, močno spominja na Laokoonta po drži in portretu. Ko je bil najden fragment friza, je bilo treba slišati vzklike: "Zdaj imamo tudi Laokoonta!" 

## Od odkritja do predstavitve v Berlinu

### Od antike do izkopavanj v 19. stoletju
Najkasneje v pozni antiki je oltar izgubil svojo vlogo, ko je krščanstvo nadomestilo in zatrlo politeistične religije. V 7. stoletju je bila Pergamonska akropola močno utrjena kot obramba pred Arabci. Med drugimi strukturami je bil Pergamonski oltar delno uničen, da bi ponovno uporabili gradbeni material. Mesto so kljub temu leta 716 premagali Arabci, ki so ga začasno zasedli, preden so ga opustili kot nepomembnega. V 12. stoletju so se ponovno naselili. V 13. stoletju je Pergamon pripadel Turkom. 
Med letoma 1431 in 1444 je italijanski humanist Cyriacus iz Ancone obiskal Pergamon in ga opisal v svojih commentarii (dnevnik). Leta 1625 je William Petty, kaplan Thomasa Howarda, 21. grofa iz Arundela, zbiralec in pokrovitelj umetnosti, potoval po Turčiji in obiskal Pergamon in prinesel v Anglijo dve reliefni plošči z oltarja. Te dele so pozabili, ko je bila grofova kolekcija razpršena in so jo ponovno odkrili šele v 1960-ih letih.  Zaradi teh razlogov ti dve plošči nista bili obnovljeni v Berlinu. Drugi potniki, ki so obiskali Pergamon v poznem 18. in začetku 19. stoletja, so bili npr. francoski diplomat in klasični učenjak grof Choiseul-Gouffier, angleški arhitekt Charles Robert Cockerell in dva Nemca, arheolog Otto Magnus von Stackelberg in klasični učenjak Otto Friedrich von Richter. Choiseul-Gouffier je prvi predlagal izkopavanja v Pergamonu; drugi trije potniki so naredili risbe mestne akropole.
Nemški inženir Carl Humann je prvič prišel v Pergamon leta 1864/65. Odgovoren je bil za geografske preiskave in v naslednjih letih večkrat obiskal mesto. Pozval je k ohranjanju starin na akropoli in poskušal najti partnerje, ki bi pomagali pri izkopu; kot zasebnik ni bil kos tako veliki nalogi, primanjkovalo mu je finančnih in logističnih virov. Pomembno je bilo začeti izkopavanje čim prej, ker so lokalni prebivalci Bergame (sodobno ime starodavnega mesta Pergamon) uporabljali oltar in druge nadzemne ruševine kot kamnolom, kradli ostanke antičnih zgradb, da bi postavili nove stavbe in zažgali nekaj marmorja za apno. Leta 1871 so berlinski klasik Ernst Curtius in nekaj drugih nemških znanstvenikov prišli v Pergamon na Humannovo povabilo. Uredil je, da bo dal nekaj najdb v Berlin, vključno z dvema fragmentoma oltarnega friza. Opisal je reliefe kot (prevedeno) "boj z možmi, konji in divjimi živalmi".  Ti deli so bili razstavljeni, vendar so bili najprej v glavnem  prezrti.
Alexander Conze, ki je bil leta 1877 imenovan za direktorja kiparske zbirke Berlinskih kraljevih muzejev, je bil prvi, ki je povezal fragmente z besedilom Ampelija in realiziral njihov pomen. Čas je bil dober, ker je nemška vlada želela, da se z drugimi velikim silami primerja tudi na kulturnem področju po ustanovitvi nemškega cesarstva leta 1871:
To je zelo pomembno za zbirke muzejev, ki so bile do zdaj zelo pomanjkljive glede grških izvirnikov [...], da zdaj pridobijo grško umetniško delo, ki je bolj ali manj na stopnji, ki je blizu ali enaka skulpturam iz Atike in Male Azije v Britanskem muzeju. 

Conze je takoj navezal stik s Humannom, ki je bil takrat v Turčiji in delal za podjetje za gradnjo ceste. Stvari so se nato hitro premaknile. Nemška vlada je uredila dovoljenje za kopanje v Turčiji in septembra 1878 začela izkopavanja, ki sta jih vodila Humann in Conze. Do leta 1886 so bili preiskani veliki deli akropole in v naslednjih letih tudi znanstveno ocenjeni in objavljeni. Na podlagi sporazuma med Osmanskim cesarstvom in nemško vlado so do leta 1879 reliefne plošče s Pergamonskega oltarja skupaj z nekaterimi drugimi fragmenti prišle v Berlin in postale zbirka starin. Nemška stran se je dobro zavedala, da je s tem odstranjeno umetniško delo s prvotne lokacije in ni bila povsem zadovoljna s tem.
Nismo neobčutljivi za to, kar pomeni, da odstranimo ostanke velikega spomenika z njegove prvotne lokacije in jih prepeljemo v kraj, v katerem ne moremo zagotoviti take osvetlitve in okolja, v katerem so nastale in v katerem so enkrat pokazale svoj polni učinek. Vendar smo jih rešili pred uničenjem, ki je postajalo vse očitnejše. Tam še ni bilo Osmana Hamdija Beya, ki je kmalu postal Humannov prijatelj, in takrat si še nismo mogli  predstavljati, kar je z njegovo pomočjo postalo mogoče, da bi lahko ruševine, še vedno na istem kraju, zaščitili pred roparji kamenja iz sodobnega mesta ... 

## Pergamonski oltar v Berlinu
Elementov sprva ni bilo mogoče predstaviti v ustreznem razstavnem kontekstu in so bili postavljeni v prenapolnjeni Stari muzej, kjer še posebej friza Telefa ni bilo mogoče dobro prikazati (posamezne plošče so bile preprosto nagnjene proti steni, obrnjene proti oltarju). Iz tega razloga je bil postavljen nov namenski muzej. Prvi Pergamonski muzej je med letoma 1897 in 1899 ustanovil Fritz Wolff in je bil odprt leta 1901 z razkritjem doprsja Carla Humanna, delo Adolfa Brütta. Stavbo so uporabljali do leta 1908, vendar se je štela za samo začasno rešitev in se je zato imenovala "začasna stavba". Prvotno so bili načrtovani štirje arheološki muzeji, eden od njih za Pergamonski oltar. Toda prvi muzej je bilo treba porušiti zaradi težav s temeljenjem. Prav tako je bila prvotno namenjena samo za najdbe, ki jih ni bilo mogoče predstaviti v drugih treh arheoloških muzejih, zato je bila od začetka premajhna za oltar. Po rušenju muzeja je bil Telefov friz postavljen v stene kolonade na vzhodni strani Novega muzeja, vendar z okni, ki omogočajo razgled na umetniške predmete.
Nova stavba, ki jo je zasnoval Alfred Messel, je nastala zaradi zamud, ki so jih povzročile prva svetovna vojna, nemška revolucija 1918–1919 in hiperinflacija 1922/1923, do leta 1930. Novi Pergamonski muzej je v bistvu predstavil oltar, kot ga vidimo danes. V osrednji galeriji muzeja je bila delna rekonstrukcija z deli friza, nameščenimi na okoliških stenah. Do Telefovega friza je tako kot v prvotni konstrukciji mogoče priti po stopnicah, vendar je prikazana samo skrajšana različica. Ni znano, zakaj celotni oltar ni bil obnovljen, ko je bil zgrajen nov muzej in nameščen friz. Ko je Theodor Wiegand, takratni direktor muzeja, predstavil razstavo, je  sledil idejam Wilhelma von Bodeja, ki je imel v mislih velik "nemški muzej" v slogu Britanskega muzeja. Očitno pa ni bilo nobenega splošnega koncepta glede na vladajočo zamisel o velikem arhitekturnem muzeju, ki prikazuje starodavne bližnjevzhodne in sredozemske kulture in je bilo treba prezreti oltar. Do konca druge svetovne vojne je bil le vzhodni del muzeja s tremi velikimi arhitekturnimi galerijami imenovan Pergamonski muzej.
Leta 1939 je bil muzej zaprt zaradi druge svetovne vojne. Dve leti kasneje so bili reliefi odstranjeni in shranjeni drugje. Ob koncu vojne so kosi oltarja, ki so bili pospravljeni v zaklonišče zaradi zračnih napadov v bližini zoološkega vrta v Berlinu, padli v roke Rdeče armade in so bili odpeljani v Sovjetsko zvezo kot vojna trofeja. V skladišču Muzeja Ermitaž v Leningradu so bili shranjeni do leta 1958. Leta 1959 je bil velik del zbirke vrnjen v Vzhodno Nemčijo, tudi fragmenti oltarja. Pod vodstvom direktorja muzeja Carla Blümela je bil predstavljen le oltar, kakršen je bil pred vojno. Druge starine so bile na novo urejene, ne nazadnje tudi zato, ker je bil Stari muzej uničen. Oktobra istega leta je bil muzej ponovno odprt. Leta 1982 je bil urejen nov vstopni prostor, ki je omogočil obisk muzeja tako, da se začne s Pergamonskim oltarjem. Pred tem je bil vstop v zahodno krilo stavbe, tako da so obiskovalci morali skozi Srednjevzhodni muzej (Vorderasiatisches Museum Berlin) do oltarja. Leta 1990 je bilo 9 glav s Telefovega friza, ki so bile v vojni evakuirane v zahodni del Berlina, vrnjenih. Vsi ti dogodki, povezani z vojno, so imeli negativne posledice za preostale dele oltarja in frize. Pokazalo se je tudi, da so prejšnje obnove povzročile težave. Objemke in pritrdilni deli, ki so povezovali posamezne drobce, so se uporabili tudi za pritrditev friza in kipov na steno, bili so iz železa, ki je začelo rjaveti. Ker se je ta rja razširila, je grozila, da bo poškodovala marmor. Restavracija je postala nujna po letu 1990. Od leta 1994 do leta 1996 je bil Telefov friz, ki ni bil dostopen do 1980-ih, pripravljen. Nato je bila obnovljena gigantomahija pod vodstvom Silvana Bertolina. Najprej so bili obnovljeni zahodni frizi, potem severni in južni del ter nazadnje vzhodni friz, strošek je znašal več kot tri milijone evrov.  10. junija 2004 je bil za javni ogled predstavljen popolnoma obnovljen friz. Pergamonski oltar se zdaj lahko vidi v obliki, ki kaže trenutna znanstvena spoznanja.
Leta 1998 in ponovno leta 2001 je turški minister za kulturo Istemihan Talay zahteval vrnitev oltarja in drugih artefaktov, a zahteva ni bila uradna in je ne bi bilo mogoče uresničiti po današnjih standardih. Na splošno državni muzeji v Berlinu in drugi muzeji v Evropi in ZDA z nekaj izjemami izključujejo možnost vrnitve antičnih umetniških predmetov.  Danes je večina ostankov oltarja in več ostankov stene na izvirnem kraju. Tudi v Turčiji so številni manjši deli friza, ki so jih našli kasneje.

## Oltarna konstrukcija in oblika
Prejšnje različice oltarja so bile v Pergamonu vodoravne, za izboljšanje uporabnosti akropole je bilo postavljenih več teras. Pot, ki je povezovala spodnji del mesta z akropolo, je vodila mimo samostojnega in zdaj razširjenega svetega oltarnega prostora, do katerega bi lahko bil dostop z vzhoda. Tako so obiskovalci v antiki prvič videli friz na vzhodni strani oltarja, na katerem so bili prikazani glavni grški bogovi. Prvič, na desni (severni) strani vzhodnega friza so bili prikazani Hera, Heraklej, Zevs, Atena in Ares. V ozadju desno ni bilo le stene druge terase, ki naj bi vsebovala veliko kipov; obiskovalec je gledal tudi preprost dorski Atenin tempelj, ki je bil postavljen 150 let prej na terasi zgoraj. Zahodna stran oltarja s stopniščem je bila v poravnavi s tempeljskim svetiščem Atene, kljub višini. Verjetno je bilo, da je oltar nastal v neposredni povezavi s preoblikovanjem akropole in ga je bilo treba obravnavati kot prvo, novo gradnjo in ponujeno daritev bogovom. Pri dostopu je bil oltar zasnovan tako, da so obiskovalci lahko hodili po njem. To je neizogibno pripeljalo do nadaljnjih predvidenih vidnih linij.
Oblika oltarja je bila skoraj kvadratna. V tem pogledu je sledil jonskim modelom, ki so na treh straneh določili steno, ki obdaja dejanski žrtvenik. Na odprtem je bil dostop do oltarja po stopnišču. Zaradi kultnih razlogov so bili ti oltarji običajno usmerjeni proti vzhodu, tako da so žrtve pripeljali v oltar z zahoda. Pergamonski oltar sledi tej tradiciji, vendar v resnično spomeniškem obsegu. Velika, skoraj kvadratna osnova je bila široka 35,64 metra in dolga 33,4 metra in imela pet stopnic okoli celotne strukture. Stopnišče na zahodni strani je bilo široko skoraj 20 metrov in je sekalo nižjo raven, ki je bila visoka skoraj šest metrov. Jedro temeljev je sestavljeno iz križnih sten, razporejenih kot rešetka, kar je povečalo stabilnost pri potresu. To temeljenje je še vedno ohranjeno in ga je mogoče videti na mestu v Pergamonu. Zgornja vidna struktura je bila sestavljena iz podstavka, friza plošč, višine 2,3 metra, s prizori v visokem reliefu in debelimi štrlečimi venci. Uporabljen je bil siv marmor z otoka Marmara, kar je značilno za Pergamon. Poleg tega marmorja za velik friz je bil za Telefov friz in temelj uporabljen temnejši marmor s prepoznavnimi fosilnimi vključki z Lesbosa iz Morije.
Friz je dolg 113 metrov in je po Partenonu najdaljši ohranjen friz iz grške antike. Na zahodni strani ga prekinja približno 20 metrov široko stopnišče, ki se na tisti strani zareže v temelj in vodi do nadgradnje s stebri. Na obeh straneh tega stopnišča sta kraka zgrajena in urejena  podobno preostalemu obkrožajočemu frizu. Trikrilna nadgradnja je razmeroma ozka v primerjavi z bazo. Stebri, ki obkrožajo nadgradnjo, imajo ploščad s profili in jonskimi kapiteli. Obstaja veliko kipov na strehi: kvadriga konj, levji grifin, kentaver in bogovi, pa tudi nepopolni bruhalniki. Zgornja dvorana daje prostoren vtis zahvaljujoč širokim stebrom. Za notranje dvorišče je bila načrtovana tudi dodatna stebrna dvorana, kjer je bil žrtvenik, vendar ni bila izvedena. Friz je bil nameščen v višini oči in prikazuje življenje mitskega ustanovitelja mesta Telefa. Čeprav niso bili najdeni ostanki barve, se domneva, da je bila celotna struktura v antiki močno poslikana. 

### Gigantomahija – friz
Gigantomahija –  friz prikazuje kozmično bitko olimpskih bogov proti Gigantom, otrok izvorne boginje Gaje [Zemlja]. Bogovi so upodobljeni v frizu v skladu z njihovo božansko naravo in mitskimi atributi. Strani friza se vedno berejo z leve proti desni.

#### Vzhodni friz
Kot smo že omenili, so obiskovalci prvič videli vzhodno stran, ko so vstopili v oltarno območje. Tukaj so bili zbrani skoraj vsi pomembni olimpski bogovi. Na levi se predstavitev začne s triobrazno boginjo Hekato. S svojimi tremi inkarnacijami se bori z baklo, mečem in verigo proti Gigantu Klitiju. Poleg nje je Artemida, boginja lova; v skladu s svojo vlogo se bori z lokom in puščico proti Gigantu, ki je morda Otos. Njen lovski pes ubije še enega velikana z ugrizom v vrat. Artemidina mati Leto se bori z baklo z živalskim Gigantom; na drugi strani se bori njen sin in Artemidin dvojček Apolon. Kot njegova sestra je oborožen z lokom in puščicami in je pravkar ustrelil Giganta Udaja, ki leži pri njenih nogah.
Naslednja reliefna plošča je komaj ohranjena. Domnevajo, da prikazuje Demetro. Sledi ji Hera, ki vstopa v bitko v kvadrigi. Njeni štirje krilati konji so opredeljeni kot personifikacija štirih vetrov, Notos, Boreas, Zefirij in Evrij. Med Hero in njegovim očetom Zevsom se bori Heraklej, a je prepoznan samo frizni fragment, ki prikazuje taco njegovega leva. Zevs je fizično še posebej prisoten in dejaven. Bori se tako, da meče strele, pošilja dež in spušča oblake ne samo proti dvema mladima Gigantoma, ampak tudi proti njunemu voditelju Porfirionu. Naslednji par borcev kaže še posebej pomembno bitko. Atena, mestna boginja Pergamona, pretrga stik Giganta Alkioneja z zemljo, iz katere se pojavi Gaja. Po legendi je bil Alkionej nesmrten le, dokler se je dotikal tal, kjer bi moč njegove matere lahko tekla skozenj. Vzhodni friz se zaključi z Aresom, bogom vojne, ki gre v bitko s kočijo in parom konj. Njegovi konji so se spustili pred krilatega Giganta.

#### Južni friz
Predstavitev spopadov se začne tukaj z veliko materjo boginjo Male Azije, Rea/Kibela. Z lokom in puščicami se bojuje na levu. Na levi je viden Zevsov orel, ki drži sveženj strel v svojih krempljih. Tik poleg Ree se trije nesmrtniki borijo z mogočnim Gigantom. Prva, boginja, ni bila prepoznana; sledi ji Hefajst, ki dviga dvoglavo kladivo. Sledi mu še en neznani klečeči bog, ki zabada v telo kopje.
Nato pridejo bogovi nebes. Eos, boginja zore, pride v bitko s strani. Potegne konja in je oborožena z baklo, ki jo potiska naprej. Sledi ji Helios, ki se dviga iz oceana s svojo kvadrigo in vstopi v bitko oborožen z baklo. Njegov cilj je Gigant, ki stoji na poti. Zvalil se je nad drugega Giganta. Teja je sredi svojih otrok. Ona je mati dnevnih in nočnih zvezd. Poleg njene mame in s hrbtom proti gledalcu boginja lune Selena jezdi na svoji muli nad Giganta.
V zadnji tretjini južnega friza se bori neprepoznani mladi bog, morda Ajter. Drži Giganta s kačjimi nogami, človeškim telesom ter tacami in glavo leva. Naslednji bog je očitno starejši. Predpostavlja se, da je Uran. Na levi je njegova hči Temida, boginja pravičnosti. Na koncu (ali začetku, odvisno od tega, kako je friz gledan) je Titanka Feba z baklo in njena hči Asterida z mečem. Spremlja ju pes.

#### Zahodni friz (leva stran, v severnem rizalitu)
Oceanski bogovi so zbrani na severnem rizalitu oltarja. Na zahodni steni (rizalit spredaj) se Triton in njegova mati Amfitrita borita z več Giganti. Tritonov zgornji trup je človeški; sprednja polovica njegovega spodnjega trupa je konj, zadnja polovica delfin. Na notranji steni (stopnišče) sta Nerej in Doris, pa tudi Okean in del, ki naj bi bil Tetija, ki se borijo proti Gigantom.

#### Zahodni friz (desna stran, v južnem rizalitu)
Na južnem rizalitu je zbranih več bogov narave in mitoloških bitij. Dioniz se skupaj z dvema mladima satiroma pridruži boju. Na njegovi strani je njegova mati Semela, ki vodi leva v bitko. Na stopnišču so prikazani fragmenti treh nimf. Tukaj, na vencu, je tudi edini umetnikov podpis, THEORRETOS.

#### Severni friz
Afrodita začne linijo na tej strani bogov in ker si je treba friz predstavljati kot neprekinjen, jo najdemo poleg njenega ljubimca Aresa, ki zaključi vzhodni friz. Boginja ljubezni potegne kopje iz mrtvega Giganta. Poleg nje se bori njena mati Titanida Diona, pa tudi njen mali sin Eros. Naslednji dve figuri sta negotovi. Najverjetneje sta dvojčka Kastor in Poluks. Kastor je zagrabil Giganta, ki ga je ugriznil v roko, njegov brat pa prihaja na pomoč.
Naslednji trije pari borcev so povezani z Aresom, bogom vojne. Ni jasno, koga prikazujejo. Prvi bog gre na drevo; na sredini krilata boginja potiska svoj meč v nasprotnika in tretji bog se bori z Gigantom v oklepu. Naslednja boginja je dolgo veljala za Niks (Noč); domneva se, da je ena izmed Erinij, boginj maščevanja. Drži posodo, zavito v kače, pripravljena, da jo vrže. Nato se spopadata še dve osebi. Tri Mojre (boginje usode) ubijajo Giganta Agrija in Toanta z bronastimi kiji.
Naslednja skupina borcev kaže levjo boginjo, ki naj bi bila Keto. Ta skupina ne sledi takoj Mojram; obstaja vrzel, ki je verjetno imela še en par borcev. Mogoče so sestre Graje, hčerke Keto. Keto je bila mati več pošasti, vključno s kitom (grško Ketos), ki se dviga pod nogami. Severni friz se zaključi z morskim bogom Pozejdonom, ki se iz oceana dviguje s skupino mornarjev. Naslednji prizor v zaporedju je severni rizalit z oceanskimi bogovi.

### Telefov friz
Friz v kronološkem vrstnem redu pripoveduje o življenju Telefa, enega od junakov grške mitologije; legenda je znana tudi iz pisnih virov, na primer v tragedijah Ajshila, Sofokleja in Evripida iz 5. stoletja pred našim štetjem.
Ker je v zgornjem delu na voljo le omejeno število prostorov, v katerih je bil nameščen žrtvenik, je na zgornji notranji dvoriščni strani Telefov friz izdelan na ploščah, ki so bile plitke kot pri gigantomahiji. Velikost in ureditev sta tudi skromnejši. Višina je bila 1,58 metra. Friz je bil prvotno pobarvan, vendar ni večjih sledi barve. Za čas je bilo nekaj tehničnih novosti: figure so razporejene v globino; arhitekturni elementi se uporabljajo za označevanje dejavnosti, ki se izvajajo v zaprtih prostorih, pokrajine pa so bujne in slikovite. Ti novi načini prikazovanja prostorskih ureditev določajo smer poznim helenističnim in rimskim obdobjem.
Po obnovi sredi devetdesetih je bilo ugotovljeno, da je bila nekdanja prevzeta kronološka sekvenca v nekaterih primerih nepravilna. Namestitev je bila ustrezno preurejena, vendar je bilo ohranjeno prvotno številčenje 51 reliefnih plošč. Na primer, premik prej prve plošče na lokacijo po panelu 31. Vse plošče se niso ohranile, zato nekaj predstavitev zgodbe manjka (od prvotnih 74 plošč je ohranjenih le približno 47 celih ali delnih plošč; panela 37 in 43 nista prikazana kot del friza zaradi pomanjkanja prostora). Naslednji seznam kaže zaporedje po ponovnem sestavljanju leta 1995. 
Paneli 2,3 – 2: na dvorišču kralja Aleja; 3: Heraklej zagleda Alejevo hčerko Avgo v templju
Paneli 4,5,6 – 4: Telef je kot otrok zapuščen v puščavi; 5 in 6: tesarji izdelajo čoln, v katerem bo Avga, ko bo nasedel na obali 
Panel 10 – kralj Tevtrant ugotovi, da je Avga na obali
Panel 11 – Avga ustanovi kult Atene
Panel 12 – Heraklej prepozna svojega sina Telefa
Paneli 7, 8 – Nimfe kopajo otroka Telefa
Panel 9 – otroštvo Telefa
Paneli 13, 32, 33 in 14 – Telef potuje z ladjo v Mizijo v Malo Azijo
Paneli 16 in 17 – Avga da Telefu orožje 
Panel 18 – Telef gre v vojno proti Idasu
Panel 20 – Tevtrant omoži Avgo s Telefom
Panel 21 – mati in sin prepoznata drug drugega v poročni noči
Paneli 22-24 – Nirej ubije Amazonko Hiero, Telefovo ženo
Panel 51 – boj je prekinjen zaradi slavnostnega pogreba Hiere
Panel 25 – v boju padeta dva skitska bojevnika
Panel 28 – bitka pri izvirih Kaika
Paneli 30, 31 – Ahil rani Telefa s pomočjo Dioniza
Panel 1 – Telef se posvetuje s prerokom o zdravljenju njegove rane
Paneli 34 in 35 – Telef v Argosu spozna Ahila, ki lahko ozdravi rano
Paneli 36 in 38 – Argejci pozdravljajo Telefa
Paneli 39 in 40 – Telef prosi Agamemnona, da ga ozdravi
Panel 42 – Telef grozi, da bo ubil Oresta, ki ga je vzel za talca, in prisili Agamemnona, da ga ozdravi
Panel 43 – Telef je ozdravljen
Paneli 44-46 – ustanovitev kultov v Pergamonu
Paneli 49 in 50 – postavljen je oltar
Panel 47, 48 – ženske hitijo k junaku Telefu, ki leži na kavču

### Zbirka kipov
Na strehi oltarja so bili razni majhni kipi bogov, konji, kentavri in levji grifini. Arheologi še niso nedvoumno opisali najdb glede na njihovo vlogo in umestitve. Na severni steni oltarnega svetišča so našli še podstavek, dolg 64 metrov, bogato okrašen s kipi. Še vedno ni znano, kolikšno je bilo oltarsko območje, opremljeno z bronastimi in marmornimi kipi. Gotovo pa je, da so morali biti okraski izjemno bogati in so pomenili velike izdatke za donatorje. V zgornjem nadstropju nad gigantomahijskim ohišjem je bil Telefov friz obkrožen s portikom. Morda so bili med stebri še dodatni kipi. To teorijo podpira najdba kakšnih 30 skulptur žensk; morda so personifikacije mesta Pergamonskega kraljestva. Predpostavlja se, da na dejanskem žrtveniku ni bilo nobenih kipov ali drugih okraskov, vendar je bil v rimskih časih verjetno  nameščen nadstrešek.

## Razmerje do drugih umetniških del
Na mnogih mestih v gigantomahijskem frizu se lahko prepoznajo tudi druga grška umetniška dela, ki so bili modeli. Na primer Apolon s svojo idealizirano držo in lepim videzom spominja na klasični kip kiparja Leoharja, narejen približno 150 let pred frizom in je bil že znan v antiki; rimska kopija je preživela in je v Vatikanskem muzeju (Apolon Belvederski). Pomembna skupina, ki vključuje Zevsa in Ateno in se giblje v nasprotnih smereh, spominja na prizor, ki kaže boj med Ateno in Pozejdonom na zahodnem delu Partenona. Take aluzije niso naključne, saj se je Pergamon štel kot ponovno rojstvo Aten. 
Friz je vplival tudi na kasnejša dela klasične antike. Najbolj znana je Laokoontova skupina, ki je nastala približno dvajset let po pergamonskem reliefu, kot je ugotovil Bernard Andreae. Umetniki, ki so izdelovali kiparsko skupino, so bili v neposredni povezavi z ustvarjalcem reliefa ali so celo sodelovali pri ustvarjanju friza. 

## Umetniki
Dolgo se je razpravljalo, vendar je še vedno nerešeno vprašanje, koliko umetnikov je sodelovalo pri izdelavi gigantomahije. Prav tako sporno je, v kolikšni meri je mogoče prepoznati like posameznih umetnikov v tem umetniškem delu. Obstaja soglasje, da je vsaj osnovna oblika friza delo enega samega umetnika. Zaradi doslednosti na ravni podrobnosti je bil načrt izdelan natančno; nič ni bilo prepuščeno naključju. Že pri razporejanju bojnih skupin je mogoče opaziti, da je vsaka skupina enkratna in da se frizura in obutev boginje vedno razlikujeta. Vsak od parov borcev je posebej urejen. Figure same po sebi razkrivajo svoje različne značaje in niso posledica osebnih slogov umetnikov.
Čeprav so znanstveniki gotovo ugotovili razlike, ki jih je mogoče pripisati posameznim umetnikom glede na skladnost celotnega friza, je izjemno, da so te razlike skoraj nepomembne, ko se delo obravnava kot celota. Po tej razlagi so umetniki iz vse Grčije upoštevali načrte enega samega umetnika s splošno avtoriteto. To je utemeljeno na primer z napisi umetnikov iz Aten in Rodosa. Kiparjem je bilo dovoljeno, da podpišejo svoje dele friza na spodnjem delu, vendar je bilo najdenih le nekaj takih napisov. Tako ni mogoče sklepati o številu sodelujočih umetnikov. Samo en napis na južnem rizalitu je preživel, tako da ga je mogoče prebrati. Ker na tem mestu ni spodnjega dela, je bilo ime Teoretos (ΘΕΌΡΡΗΤΟΣ) preklesano v marmor blizu predstavljenega boga. Pri analizi različnih napisov je bilo mogoče na podlagi pisave določiti, da sta pri delu sodelovali starejša in mlajša kiparska generacija, zaradi česar je skladnost celotnega friza še toliko izjemnejša. Glede na razdaljo 2,7 metra med obstoječim podpisom in pripadajočim napisom έπόησεν (έπόησεν - "naredil") se domneva, da je bil na tem mestu morda še en kiparski podpis. Če je tako, se domneva, da je sodelovalo vsaj 40 kiparjev . Sprednjo stran tega rizalita sta podpisala dva kiparja, njuni imeni pa nista ohranjeni. 

### Uporaba zlatega reza
Raziskava Patrice Foutakis je poskušala dokazati, da so stari Grki v svoji arhitekturi uporabljali zlati rez, ki je enak iracionalnemu številu 1.61803 ..... V ta namen so izmerili 15 templjev, 18 monumentalnih grobnic, 8 sarkofagov in proučili 58 grobnih stel, ki so nastajali od 5. stoletja pr. n. št. do 2. stoletja n. št. Rezultat tega raziskovanja opozarja, da zlatega razmerja v grški arhitekturi 5. stoletja pred našim štetjem ni bilo in ga še v naslednjih šestih stoletjih skoraj ni. S to raziskavo so ugotovili štiri redke primere zlatega reza v stolpu, grobu, grobni steli in v velikem Pergamonskem oltarju. Na dveh čelnih delih friza, ki gleda na opazovalca, ki stoji pred spomenikom, je razmerje med višino in dolžino 2,29 m do 5,17 m, to je 1 : 2,25, razmerje Partenona. Mesto Pergamon je bilo v odličnih odnosih z Atenami, njegovi kralji so občudovali atiško umetnost in ponudili darila za Partenon,  mesti sta imeli isto boginjo Ateno kot zaščitnico. Tempelj Atene Polis Nikeforos v Pergamonu, nekaj metrov stran od Velikega oltarja, je prav tako imel kopijo krizelefantinskega kipca Atene, ki jo je izdelal Fidija za Partenon. Dve vrsti stebrov, ki sta obrobljali čelno stopnišče Velikega oltarja, imata obliko dveh jonskih templjev. Razmerja vsakega od teh templjev so: širina stilobata je 4,722 m, dolžina stilobata je 7,66 m, razmerje 1: 1,62. Višina z ogredjem je 2,93 m, širina stilobata 4,722 m, razmerje 1 : 1,61. Ko se je obiskovalec vrnil na vrh stopnišča in šel skozi portik stebrov, je vstopil v notranje dvorišče, ki je merilo v kolonadi okoli dvorišča v širino 13,50 m, 21,60 m v dolžino, razmerje 1 : 1,60. Z drugimi besedami, po mnenju P. Foutakisa so umetniki tega oltarja želeli, da gledalec, ki stoji na osi pred stopniščem, po zlatem razmerju vidi dva jonska templja in prihaja skozi njiju, ko vstopa na dvorišče v razmerju zlatega reza. Znani politični in kulturni antagonizem med Pergamonom in Aleksandrijo, mestom, v katerem je bil dejaven Evklid in ki je opredelil svoj geometrijski predlog ekstremnega in povprečnega razmerja, bi lahko prispeval k hitri širitvi tega predloga na Pergamon, mesto, ki je že bilo odprto za nove dosežke v znanosti, kiparstvu, arhitekturi in politiki. 

## Odziv
Nemško cesarstvo, ki je subvencioniralo izkopavanje ne nazadnje zaradi ugleda, je hitro začelo monopolizirati oltar in druge arheološke relikvije. Jubilejna razstava Berlinske akademije umetnosti maja in junija 1886 je namenila 13.000 kvadratnih metrov prostora za arheološke najdbe nedavnih izkopavanj v Olimpiji in Pergamonu. Toda ker grška vlada ni dovolila izvoza umetniških zakladov, tam ni bilo mogoče najti nobenih najdb iz Grčije. Namesto tega je bil zgrajen Pergamonski tempelj. Z modelom, ki je v resnici obsegal zahodne strani oltarne baze z izbranimi kopijami friza skupaj z združenjem Zevsa in Atene z vzhodnega friza in je bil postavljen v vhodni prostor za zgradbo, ki je bila podobna templju Zevsa v Olimpiji. Del razstave je bil model mesta Pergamon iz 2. stoletja, ki kaže stanje znanja v tistem času. 
Verjetno najpresenetljivejša predstavitev tega umetniškega dela je Berlinski muzej, ki ima na ogled rekonstrukcijo oltarja. Oblikovanje Pergamonskega muzeja je navdihnila ogromna oblika oltarja. Za ogled in proučevanje tega umetniškega dela je bila pomembna rekonstrukcija v muzeju Pergamon. Delna rekonstrukcija objekta pa ne kaže, kakšna je bila glavna stran v antiki, vzhodna stena, ampak nasprotno, zahodna stran s stopniščem. Mnenja o tej rekonstrukciji skupaj z vgradnjo preostalega friza na stene okoli osrednje razstavne sobe niso bile povsem ugodne. Kritiki so govorili o frizu, "obrnjenem navznoter kot rokav" in "gledališče".
V nacistični Nemčiji je bila ta vrsta arhitekture kasneje model, vreden tekmovanja. Wilhelm Kreis se je odločil za svojo vojaško dvorano na poveljstvu v Berlinu (1937/38) in za nikoli realiziran spomenik bojevnika ob vznožju gore Olimp v Grčiji, obliko zgradbe, ki je bila zelo podobna Pergamonskemu oltarju. Za vojaško dvorano je bil friz omejen na čelno stran rizalita. Frizi kiparja Arna Brekerja niso bile nikoli narejeni. Sklicevanje na to arhitekturno obliko ni bilo v skladu z ideološkimi koncepti nacistov; oltar je spodbudil ideje pripravljenosti na žrtvovanje in junaško smrt. Za naciste sta bila Pergamonski oltar in Kreisova  nacistična arhitektura "kultne zgradbe". Nacisti so tudi poskušali pustiti sporočilo za oltarnim frizom, in sicer zmago dobrega nad zlom.
Peter Weiss začne svoj roman Estetika odpornosti z opisom friza gigantomahije. Z vidika pogleda v preteklost Weissovo razmišljanje raziskuje tudi izvor oltarja, zgodovino, odkritje in rekonstrukcijo v muzeju.
Nekateri mediji in prebivalci so kritizirali uporabo Pergamonskega oltarja kot ozadje za prošnjo, ki jo je mesto Berlin vložilo leta 2000 za organizacijo poletnih olimpijskih iger. Berlinski senat je člane izvršnega odbora MOK povabil na banket, ki se je odvijal pred oltarjem. To je spominjalo na vlogo Berlina kot gostitelja iger leta 1936. Tudi takrat je nacistični minister za notranje zadeve Wilhelm Frick povabil člane MOK na banket, ki je bil postavljen pred oltarjem.
Leta 2013 je projekt Pergamon 2nd Life, izmišljena, umetniško navdihnjena fotografska rekonstrukcija friza gigantomahije, praznovala svojo javno svetovno premiero v Puškinovem muzeju likovnih umetnosti v Moskvi.

## Za več informacij
- Both friezes can be viewed in their entirety and in excellent quality in an interactive Flash Viewer at http://www.secondpage.de/pergamonaltar/gigantomachie.html
- Many segments of both friezes can be viewed at http://worldvisitguide.com
- Pollitt, J.J., Art in the Hellenstic Age (Cambridge 1986)
- Queyrel, François, L'Autel de Pergame. Images et pouvoir en Grèce d'Asie. Antiqua vol. 9. Paris: Éditions A. et J. Picard, 2005. See Bryn Mawr Classical Review 2005.08.42.
- Ridgway, B.S. 2000. Hellenistic Sculpture II. The Styles of ca. 200-100 BC, (Madison, Wisconsin)
- Stewart, A. 2000. "Pergamon Ara Marmorea Magna. On the Date, Reconstruction, and Functions of the Great Altar of Pergamon" in N. De Grummond and B.S. Ridgway, editors, From Pergamon to Sperlonga: Sculpture and Context (Berkeley).
- Hoffmann, Herbert, "Antecedents of the Great Altar at Pergamon" The Journal of the Society of Architectural Historians 11.3 (October 1952), pp. 1–5.
- Thomas Cramer, Klaus Germann, Wolf-Dieter Heilmeyer: Marble objects from Asia Minor in the Berlin Collection of Classical Antiquities: stone characteristics and provenance − In: Yannis Maniatis (ed.): ASMOSIA VII. The Study of Marble and Other Stones in Antiquity – Proceedings of the 7th International Conference of the Association for the Study of Marble and Other Stones in Antiquity. Bulletin de Correspondance Hellénique, Vol. Supplèment 51, Athen 2009, ISSN 0007-4217, pp. 371–383.